# Luchthaven Iqaluit
Luchthaven Iqaluit is een Canadese luchthaven naast de gelijknamige stad Iqaluit. Het is een civiele luchthaven die wordt uitgebaat door de regering van Nunavut. Het is een hub van de luchtvaartmaatschappij First Air. Canadian North vliegt ook vanuit verschillende Canadese luchthavens op Iqaluit. Het is een basis van Air Nunavut dat chartervluchten en medische transporten naar de afgelegen nederzettingen in het gebied verzorgt. De luchthaven is ook een vooruitgeschoven basis voor de CF-18 Hornets van de Royal Canadian Air Force.
De luchthaven is technisch goed uitgerust met onder meer ILS en kan het hele jaar door gebruikt worden, ook door grote straalvliegtuigen. Ze heeft de langste landingsbaan in het Canadese poolgebied. De Airbus A380 voerde in februari 2006 koudweertesten uit vanop Iqaluit. Er zijn enkel binnenlandse geregelde vluchten op Iqaluit, maar ze kan ook internationale vluchten ontvangen. Er zijn douanefaciliteiten, hoewel die enkel niet-geregelde private en zakelijke vluchten afhandelen. Internationale verkeersvluchten kunnen de luchthaven in geval van nood gebruiken als uitwijkhaven.

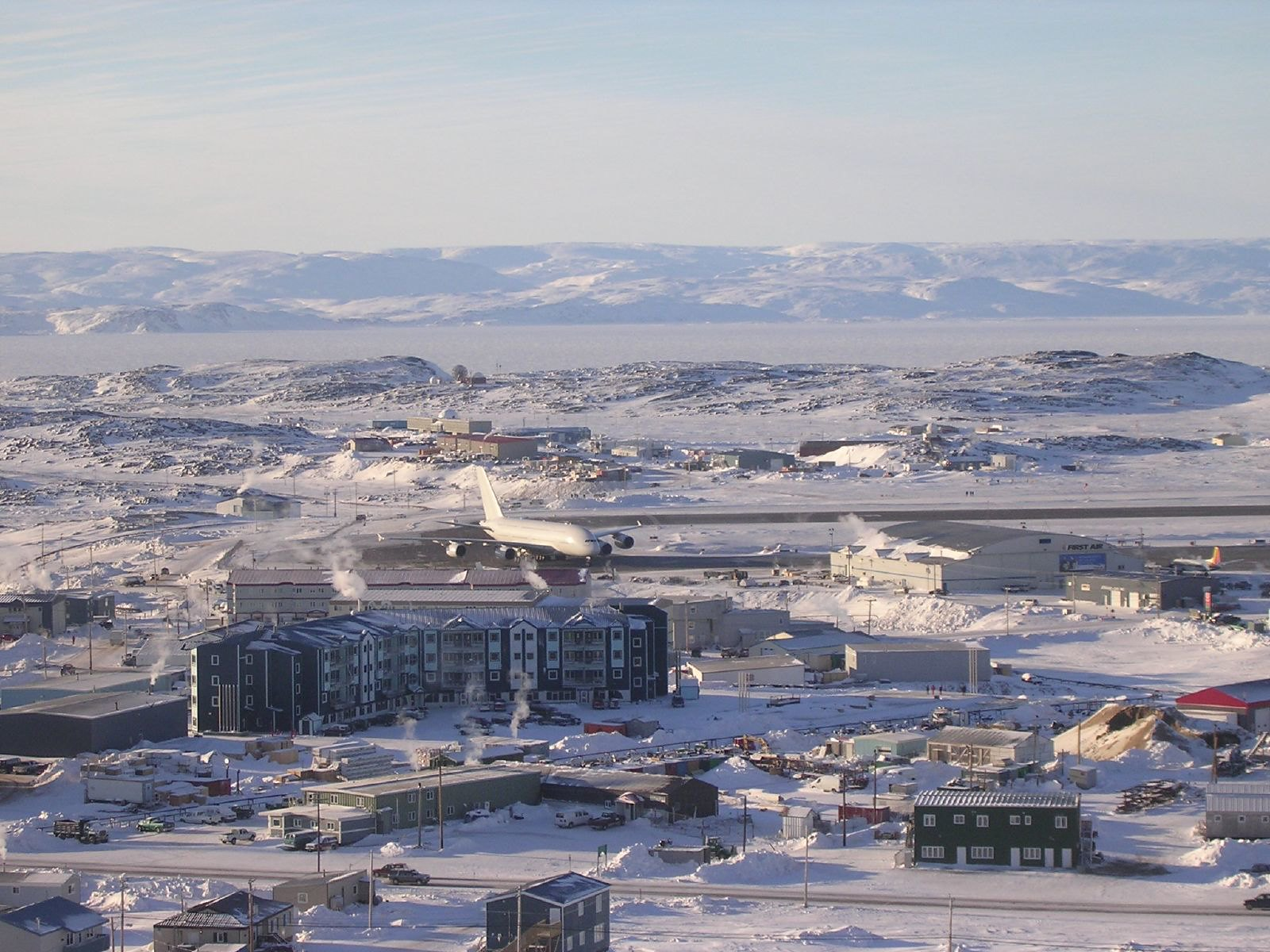
Airbus A380 in Iqaluit

## Geschiedenis
Het was oorspronkelijk een militaire vliegbasis, de Frobisher Bay Air Force Base, die in 1942 voor de United States Air Force werd gebouwd. Vliegtuigen die naar Europa vlogen werden er bijgetankt. Na de oorlog kocht Canada de basis die door de Verenigde Staten en Canada werd gebruikt. Luchtvaartmaatschappijen die op de Noord-Atlantische route vlogen konden Frobisher Bay gebruiken voor "technische stops", bijvoorbeeld om bij te tanken of herstellingen uit te voeren. In 1963 is de militaire basis gesloten en werd het vliegveld omgebouwd tot een civiele luchthaven.

## Toekomst
In 2012 kondigde de regering van Nunavut aan dat de luchthaven tussen 2014 en 2017 grondig vernieuwd wordt, zodanig dat dit neerkomt op de bouw van een nieuwe luchthaven die de bestaande moet vervangen. Het publiek-private samenwerkingsproject zou 300 miljoen Canadese dollar kosten. Het plan omvat onder meer de bouw van een nieuwe terminal, viermaal groter dan de bestaande, een bijkomende taxibaan en een groter platform.